# Opuncie mexická
Opuncie mexická (Opuntia ficus-indica), česky též nopál obecný, je druh kaktusu z rodu Opuncií původem pravděpodobně z Mexika. Pro jedlé plody se pěstuje v mnoha tropických a subtropických oblastech světa. V řadě míst, kam byl nopál obecný zaveden, se začal samovolně šířit jako plevel. Kvete žlutými, oranžovými nebo červenými květy a jeho bobule jsou kvalitním ovocem, lze z nich rovněž pálit alkohol. Rostlina se používá i v léčitelství.